# Seznam brazilskih tenisačev
Seznam brazilskih tenisačev.

## A
- Ricardo Acioly
- Maria Fernanda Alves

## B
- Thomaz Bellucci
- Maria Bueno

## C
- Dacio Campos
- Gabriela Cé
- Guilherme Clezar

## D
- Marcos Daniel
- Marcelo Demoliner
- Ana-Clara Duarte

## F
- Franco Ferreiro

## G
- André Ghem
- Paula Cristina Gonçalves

## H
- Ricardo Hocevar

## K
- Cesar Kist
- Thomaz Koch
- Carlos Kirmayr
- Gustavo Kuerten

## L
- Orlando Luz

## M
- Beatriz Hadad Maia
- Luiz Mattar
- Fernando Meligeni
- Marcelo Melo
- Mauro Menezes
- André Miele
- Rodrigo Monte
- Thiago Monteiro
- Cássi Motta

## O
- Jaime Oncins

## P
- Teliana Pereira

## R
- Fernando Roese

## S
- André Sá
- Daniel Dutra da Silva
- Rogério Dutra da Silva
- Bruno Soares
- João Pedro Sorgi
- João Souza
- Luisa Stefani

## T
- Carla Tiene

## V
- Roxane Vaisemberg

## W
- Thiago Seyboth Wild